# 배초향
배초향(排草香, 문화어: 방아풀, 영어: Korean mint)은 꿀풀과에 속한 여러해살이풀로, 다른 풀의 향기를 밀쳐낼 만큼 매우 강한 향을 가졌다는 뜻에서 명명되었다. 방아·방앳잎·방아잎·중개풀·방애잎이라고도 부른다. 그러나 박하(薄荷)와 함께 꿀풀과의 식물로서 박하처럼 생겼지만 향이 진하다는 의미에서 방하(芳荷)라고 불리던 것이 경상도 지방 특유의 모음이 탈락되는 발음 때문에 방아 등으로 불린 것으로 보인다. 대한민국 원산이며 중국·대만·일본에도 서식한다. 볕이 좋은 풀밭에서 자라며 풀 전체에서 특유의 향기가 진하게 난다.

## 생김새
키는 40~100센티미터에 이르고, 줄기는 네모지며 윗부분이 많이 갈라진다. 잎은 마주나고 길이 5~10센티미터, 너비 3~7센티미터로 달걀 모양이며 끝이 길게 뾰족하다. 가장자리에 톱니가 있으며 잎 뒤에 털이 난다. 꽃은 7~9월에 연한 자주색으로 피는데 가지와 줄기 끝의 총상꽃차례에 빽빽하게 모여 달린다. 꽃차례의 길이는 5~15센티미터로 길며 꽃받침은 끝이 갈라져 뾰족하며 수술이 네 개인데 그중 두 개가 길게 꽃 밖으로 벋는다. 열매는 세모진 분과이다.

## 쓰임새
한방에서는 곽향(藿香)이라 부르며 소화불량, 건위(위를 튼튼하게 함), 구토, 진통, 복통, 감기 등에 약재로 쓴다. 경상도, 전라도의 일부 지역에서는 깻잎처럼 배초향의 잎을 추어탕, 매운탕 등 생선찌개나 전골을 끓일 때 향신채로 넣기도 하고, 부치거나 튀겨 먹기도 한다.

## 사진

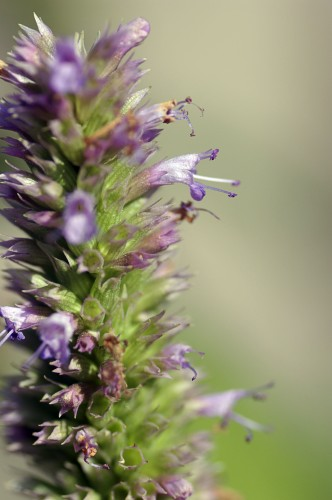
꽃
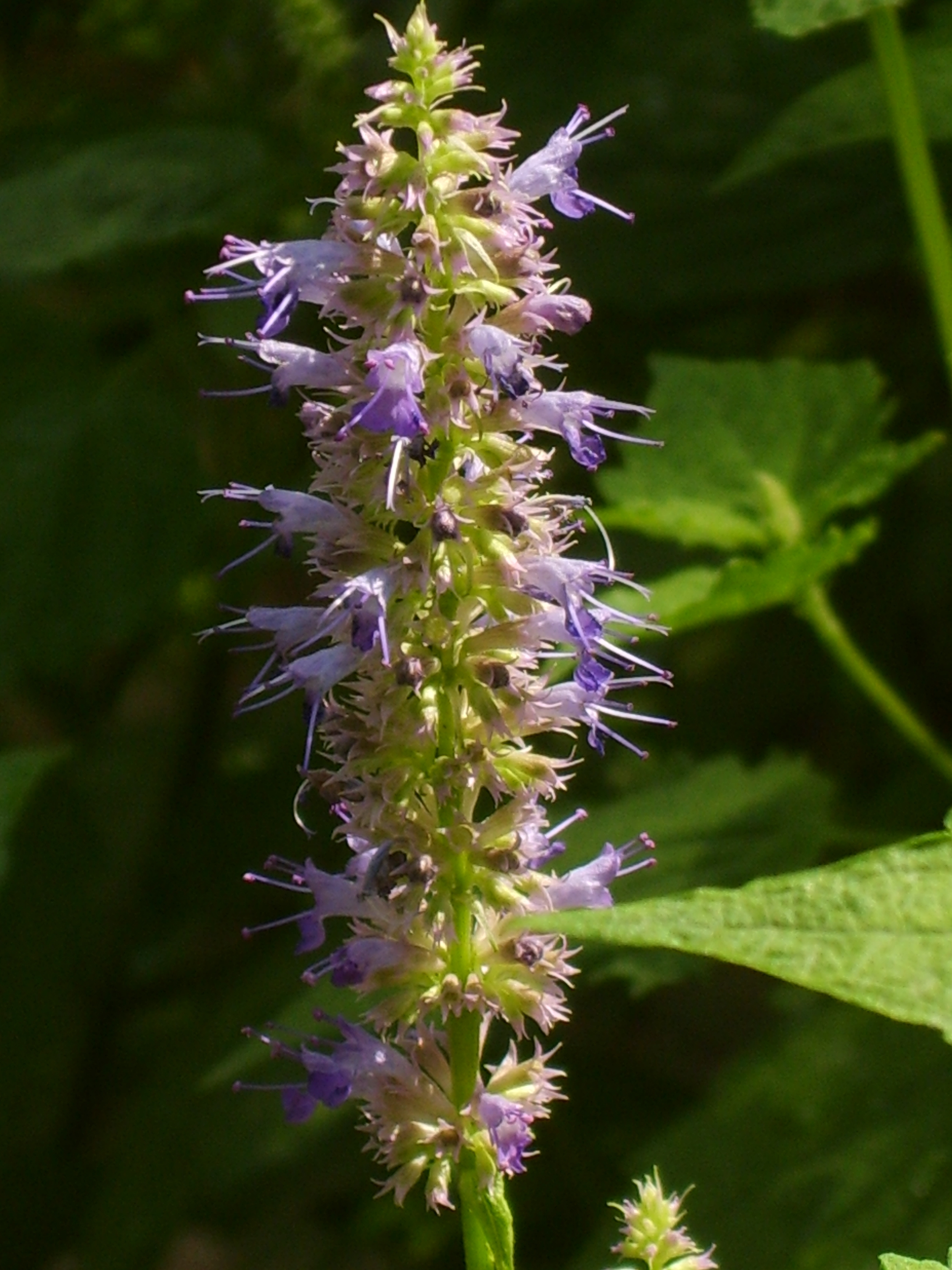
꽃차례
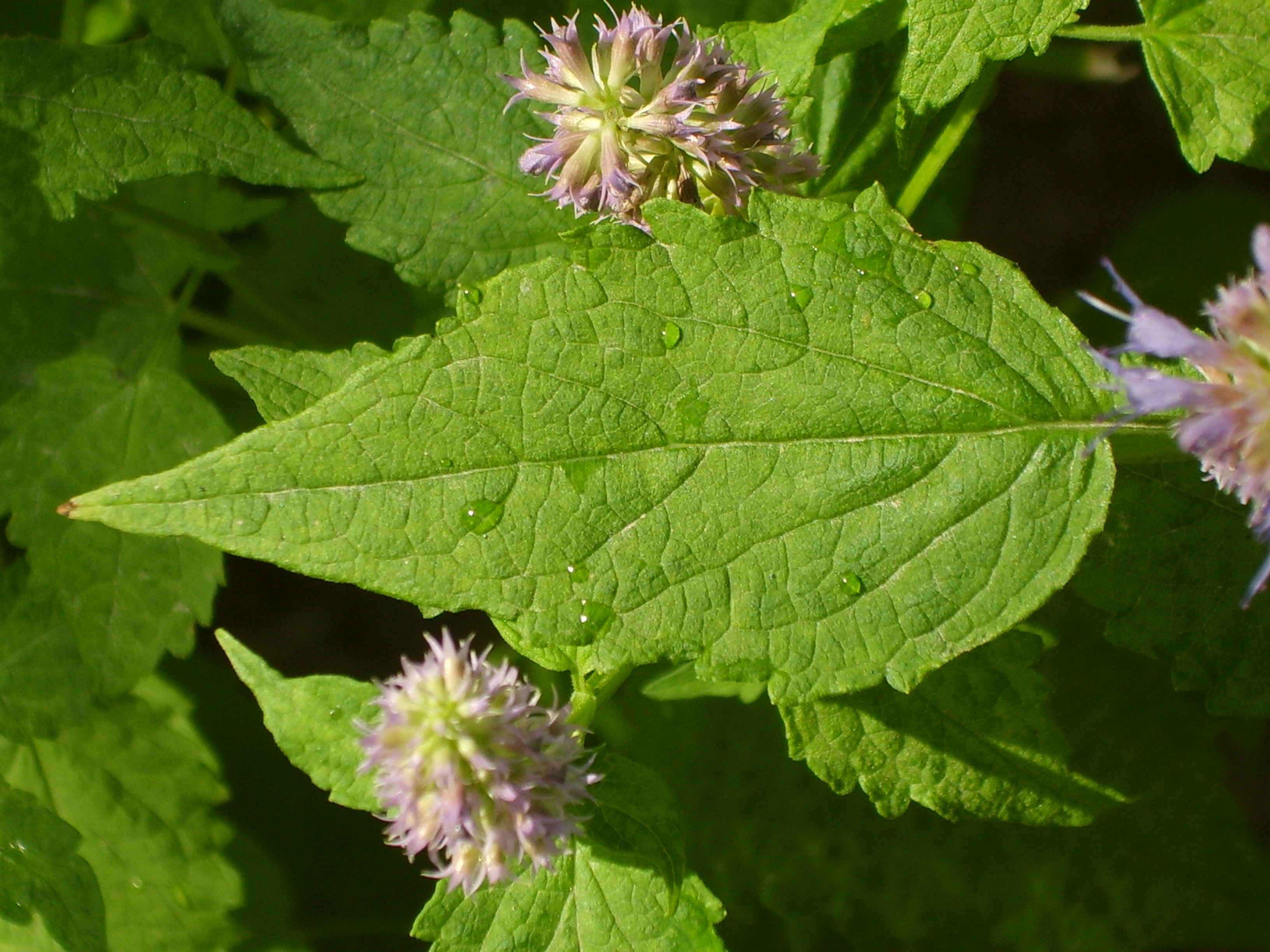
잎
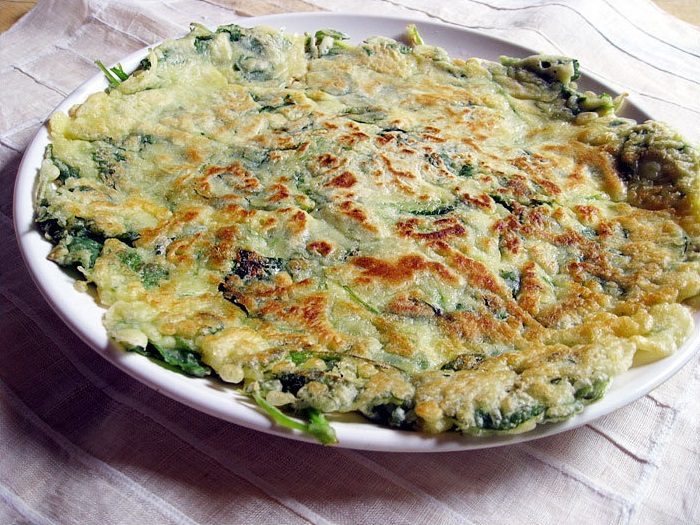
방아 부침개

## 참고 자료
- 고경식·김윤식, 《원색한국식물도감》(아카데미서적, 1988)

## 같이 보기
- 개방아
- 방아풀